# Redécoupage des circonscriptions législatives françaises de 1889
Le redécoupage des circonscriptions législatives françaises de 1889 est le huitième découpage des circonscriptions législatives françaises. Reprenant en grande partie celui de 1875 (82 % des circonscriptions sont identiques), il est fondé sur l'arrondissement et est utilisé pour les élections de 1893, 1898, 1902, 1906, 1910 et 1914.
La seule évolution majeure est l'octroi automatique d'un député par arrondissement parisien ou lyonnais. Avant chaque élection, hormis celle de 1906, le découpage est légèrement modifié afin d'ajouter des députés aux arrondissements ayant passé le plafond de 100.000 habitants par circonscription (26 nouveaux sièges métropolitains entre 1889 et 1914).
Le retour au scrutin de liste départemental en 1919 met fin à ce découpage durant deux cycles d'élections. Le découpage de 1927 consécutif au retour au scrutin uninominal reprend le cadre du scrutin d'arrondissement, tout en créant un seuil minimal de population pour éviter de trop fortes sur-représentations.

## Contexte
Les Républicains, fidèles à leurs idéaux représentatifs, avaient réinstauré le scrutin de liste par la loi du 16 juin 1885 en vue des élections d'octobre. La menace d'un raz-de-marée boulangiste aux élections suivantes conduit cependant le Parlement à rétablir le Scrutin uninominal majoritaire à deux tours par arrondissement par la loi du 13 février 1889.